# Matei Donici
Matei Donici (n. 1847 Brănești, județul Bălți – d. 26 septembrie 1921, Tighina) a fost un poet și general român basarabean, primul președinte al Partidului Național Moldovenesc.
A scris versuri, conform unei tradiții cărturărești de familie. A participat activ la mișcarea de eliberare națională a românilor basarabeni, declanșată odată cu izbucnirea revoluției din februarie 1917.